# Asheron's Call
Asheron's Call fue un MMORPG de fantasía para Microsoft Windows desarrollado y publicado por Turbine Entertainment.  Aunque esté desarrollado por el equipo de Turbine (con la extensa asistencia de Microsoft), fue publicado como título de Microsoft hasta 2004. La historia de Asheron's Call se desarrolla en la isla continente de Dereth y varias islas más pequeñas y archipiélagos en el planeta ficticio de Auberean.  El juego se desenvuelve en un gigante mundo virtual tridimensional en el cual puede haber miles de jugadores a la vez.
Lanzado el 2 de noviembre de 1999, fue el tercer MMORPG importante en ser lanzado y fue desarrollado al mismo tiempo que Ultima On-line y EverQuest.  Después del éxito inicial sus números de suscriptores cayeron mientras nuevos MMORPGs salían al mercado. Sus servidores se han mantenido activos 17 años después del lanzamiento original del juego.
El 20 de diciembre de 2016 se anunció que para el 31 de enero de 2017 Asheron's Call apagaría sus servidores.

## Gameplay
Desarrollado en un mundo de fantasía heroica Asheron's Call le permite a los jugadores crear un personaje, o avatar, basado en una de las seis razas del juego. El jugador asigna un número limitado de puntos de atributo (como 'Fuerza', 'Coordinación', y 'Velocidad') y selecciona habilidades (como 'Combate Desarmado', 'Magia de Guerra' y 'Defensa') para su personaje, con estas habilidades de base comenzando en un nivel determinado por los atributos del personaje. A diferencia de otros juegos del mismo género, los personajes no son atados a una clase concreta, y puede incluso reasignar habilidades antes asignadas para adquirir otras habilidades más adelante en el juego. El móvil del juego es ganar puntos de experiencia ('XP') a través de una variedad de actividades, incluyendo confrontar y derrotar monstruos en combate, realizando búsquedas, e interaccionando con NPCs. Estos puntos de experiencia ganados pueden ser invertidos para mejorar las capacidades del personaje al gastarlos en atributos o habilidades.  Puntos de habilidad adicionales son otorgados después de qué el personaje logra ciertos niveles, y estos puntos de habilidad entonces pueden ser usados para adquirir o 'entrenar' habilidades nuevas.  Además de ganar experiencia, las aventuras y el combate a menudo traen botines, como armaduras, armas, pociones de salud, y rollos de hechizos.  Muchos tipos de botín pueden ser mejorado o imbuidos con efectos y hechizos especiales.

## Sinopsis
La historia de Asheron's Call se extiende a través de varios mundos y miles de años. Los mundos principales en la historia son Ispar, el mundo de donde son originarios los personajes humanos del juego, y Auberean, el mundo gigante donde se encuentra Dereth una pequeña isla continente y dónde se desarrolla el juego. Las actualizaciones mensuajes del juego componen la historia. La historia de Auberean se data de 35.000 a 40.000 atrás. Una raza de seres conocidos como los Empyreans han dominado el mundo durante la mayor parte de su historia. Eran seres humanoides altos y esbeltos capaces de vivir hasta 1.000 años y se dividían en varias culturas, los Falatacot, Dericost, Haebrous, y Yalaini. Estas culturas tuvieron muchos conflictos a través de los años, pero finalmente, en un mundo de muchos océanos y mares, el 'Imperio Marítimo' de los Yalaini se convirtió en la sociedad dominante . Un Yalaini y miembro de la familia real, Asheron Realaidain, nació aproximadamente 2,500 años antes del momento en el que comienza la historia de los jugadores; cuando llegan a Dereth. Poco después del nacimiento de Asheron, comenzó la guerra entre los Yalaini y un ejército de Sombras, criaturas de la oscuridad y el caos, dirigidos por un ser demoníaco llamado Bael'Zharon, el destructor de esperanzas. La guerra con las Sombras duró más de 500 años y los Yalaini, separados del resto de Auberean hasta la isla de Dereth, estaban casi derrotados. Como último recurso, Asheron y el consejo de los cinco magos de los Yalaini fueron capaces de evitar su perdición y, finalmente, derrotar a Bael'Zharon a través de las artes de la magia planar - magia relacionada con los planos de existencia y el espacio entre ellos conocido como espacio de portales. Usando un arreglo de cristales, el consejo fue capaz de sellar Bael'Zharon en otro plano. El sellarlo causó una gran explosión, y todos los miembros del consejo perecieron. Pero Asheron sobrevivió, protegido por ritos de sangre Falatacot realizados por su madre y una bruja de sangre Falatacot llamada Adja, justo antes de la explosión. Con Bael'zharon desterrado, el ejército de las sombras se retirara y los Yalaini fueron salvados.

## Desarrollo
AC fue desarrollado por Turbine Entertainment Software y distribuido por Microsoft.Tuvo un multimillonario presupuesto de desarrollo. Fue desarrollado por Toby Ragaini (diseñador en jefe), Chris Foster, Eri Izawa, and Chris Pierson. El equipo de desarrollo consistía en más de 30 desarrolladores a tiempo completo, incluyendo 6 artistas, 4 diseñadores de juegos, 15 ingenieros de software y 5 supervisores de control de calidad. Asheron's Call era innovador a nivel técnico para su época. No usó parcelado, una técnica de particionar el mundo de juego en zonas qué corrían en distintas computadoras agrupadas. Esto causaba retrasos al moverse entre distintas zonas. En vez de esto Asheron's Call tenía un solo y continuo mundo. Usaba balanceo dinámico de carga para determinar cuál computador en la red controlaba cual área. Siun área se sobrepoblaba el control de esa área pasaba a una computadora con una carga más ligera. El software de desarrollo crítico incluyó Microsoft Visual C++ 5.0, Visual SourceSafe 5.0, Lightwave 5.5, y Photoshop 4.0  Asheron's Call usa Microsoft SQL Server datos persistentes del juego. El cliente original de Asheron's Call le permitía al usuario usar o aceleración 3D o aceleración de software. El cliente moderno requiere un adaptador de video compatible con DirectX 9.0.

## Recepción
Asheron's Call recibió críticas generalmente buenas. En el revisor GameRankings, el juego recibió una puntuación en promedio de 81% basado en 26 revisiones. En Metacritic, el juego recibió una calificación promedio de 81 sobre 100, basado en 15 revisiones.
Asheron's Call apeló a los exploradores y persona que apreciaban las historias.
Los premios incluyen:
- CNET Gamecenter Mejor RPG 1999.
- Gameindustry.com: 1999 mejor juego.
- Gamezilla: La elección del editor del mejor título online/multijugador1999
- Gamersvoice: 1999 Gamer's Choice Award en la categoría de "mejor juego online/multijugador"
- MPOGD: Juego del mes de febrero de 2003[14]

## Post lanzamiento
Una primera expansión, Majestad Oscura, se lanzó en 2001. En 2002 se lanzó la secuela Asheron's Call 2, el cual sería cerrado en 2005 y reactivado en 2012. En diciembre de 2003, Turbine adquirió los derechosde la franquicia de Asheron's Call  de Microsoft y asumió toda la responsabilidad sobre el desarrollo de contenido, servicio al cliente, cobros y marketing en 2004. Una segunda expansión, Trono del Destino, el cual incluye una mejora en gráficos, nueva raza de jugador y nuevos terrenos fue lanzado el 18 de julio de 2005. Además de los paquetes de expansión, la historia del juego avanza con actualizaciones mensuales las que introducen nuevas aventuras y modos de juego como parte del paquete de subscripción.  Ambas expansiones incluyen la versión completa del juego. La franquicia de Asheron's Call fue única en proveer actualizaciones adicionales gratuitas y eventor qué agregaban nuevas aventuras, habilidades, terrenos, monstruos, dinámicas de juego y parches para todos los subscriptores. Las líneas de la historia enlazan múltiples episodios para formar distintos arcos narrativos.[cita requerida]
Asheron's Call tenía originalmente un cargo mensual, el cual fue eventualmente descontinuado. El juego se volvió entonces gratuito para jugar y en modo de mantenimiento. No se lanzará más contenido y hay planes para permitir que los jugadores tengan sus propios servidores. En febrero de 2014, Turbine anunció qué el último parche de contenido será lanzado el 4 de marzo de 2014 y después de eso el resto de los parches estará limitado a mantenimiento y parcheo de errores.

## Clausura
El juego pasó más de dos años en modo de mantenimiento sin actualizaciones, a pesar de que los problemas ocasionales del servidor y las cuentas fueron manejados por personal de Turbine. El acontecimiento más grande en ocurrir en este tiempo fue la inhabilitación del chat en el servidor de Darktide para evitar abusos en el juego.
El 20 de diciembre de 2016, se anuncia que Turbine ya no desarrollaría MMORPGs, y qué transicionará sus servidores y sistemas de cuentas a un nuevo estudio llamado Standing Stone Games. Aun así, el IP de Asheron's Call se queda con Turbine y su dueño Time Warner, resultando en qué, después de 18 años, el juego cerrará el 31 de enero de 2017.
La creación de nuevas cuentas fue deshabilitado en diciembre de 2016, aunque los jugadores con cuentas son libres de seguir jugando el juego. Este cierre no solo afecta a Asheron's Call, si no a su secuela también.